# Сабанилья
Сабанилья (исп. Sabanilla) — посёлок в Мексике, штат Чьяпас, входит в состав одноимённого муниципалитета и является его административным центром. Численность населения, по данным переписи 2020 года, составила 3360 человек.

## Общие сведения
Название Sabanilla с языка цельталь можно перевести как — быстрый ручей.
Поселение было основано в 1770 году переселенцами из подвергшихся засухе деревень: Тила, Мойос и Тумбала.
В 1772 году колониальные власти дали поселению статус посёлка с названием Сабанилья.